# 워너 브라더스 게임즈
워너 브라더스 게임즈(Warner Bros. Games, 이전 사명: 워너 브라더스 인터랙티브 엔터테인먼트, Warner Bros. Interactive Entertainment, WBIE)는 워너브라더스의 비디오 게임 부문이며, WBIE는 2004년 1월 14일 워너브라더스에서 세워졌다. 2005년 10월 워너 홈 비디오의 일부가 되었으며, WBIE는 자회사인 TT 게임즈, 록스테디 스튜디오, 네더렐름 스튜디오, 모노리스 프로덕션, WB 게임즈 등을 관리 및 경영한다.

## 역사

2019년부터 2023년까지 사용된 로고이다.

워너 브라더스 창립 이후, 워너 브라더스 인터랙티브 엔터테인먼트는 WB 게임과 함께 2004년 1월 14일 워너 브라더스의 게임을 제작을 위한 자회사로서 창립되었다. 이후 2004년 중반 제이슨 홀이 모노리스 프로덕션의 부사장 자리에 앉았는데, 그 해 말, 워너 브라더스 인터랙티브 엔터테인먼트는 모노리스 프로덕션을 인수하게 되었다. 그리고 2005년 10월 워너 브라더스는 워너 홈 비디오(Warner Home Video)를 설립한 이후, 이후 워너 홈 비디오를 워너 브라더스 인터랙티브 엔터테인먼트의 자회사로 이전시켰다.
모놀리스 프로덕션스는 워너 브라더스 인터랙티브 엔터테인먼트에 인수되고 난 후 첫 번째로 제작된 게임은 모놀리스 프로덕션스와 세가가 공동 배급한 "매트릭스 온라인"(The Matrix Online)이다. 이후 매트릭스 시리즈를 게임으로 제작한 게임 중 엔터 더 매트릭스와 매트릭스: 네오의 길은 워너 브라더스가 직접 제작에 도왔고, 2006년에는 SCi 엔터테인먼트의 지분 10.3%를 사들였으며, 이후 SCi 엔터테인먼트는 "저스티스 리그 히어로즈"(Justice League Heroes)라는 게임을 제작했다. 워너 브라더스 인터랙티브 엔터테인먼트는 비디오 게임 산업에서 큰 영향력을 끼치는 것을 목표로 5년 동안 시애틀 전역의 비디오 게임 회사 설립을 도왔다. 이중에는 1억 파운드로 인수한 TT 게임스도 포함되어 있었다.

## 비디오 게임 목록
- 프렌즈(Friends: The One with All the Trivia)
- 저스티스 리그 히어로즈: 플래시
- 300: 영광의 행진
- 레고 배트맨: 더 비디오게임
- F.E.A.R. 2: 프로젝트 오리진
- 왓치맨: 종말이 다가온다
- 배트맨: 아캄 어사일럼
- 레고 해리 포터: 이어스 1-4
- 반지의 제왕: 아라곤의 모험
- DC 유니버스 온라인
- 그린 랜턴: 맨헌터의 위협
- F.E.A.R. 3
- 배스천
- 배트맨: 아캄 시티
- 반지의 제왕: 북부 전쟁
- 해피 피트 2
- 레고 해리 포터: 이어스 5-7
- 레고 배트맨 2: DC 슈퍼 히어로즈
- 레고 반지의 제왕 (비디오 게임)
- 중간계의 수호자
- 반지의 제왕 온라인: 어둠의 제국 앙그마르
- 레고 키마의 전설
- 인저스티스: 갓즈 어몽 어스
- 레고 마블 슈퍼 히어로즈
- 배트맨: 아캄 오리진
- 레고 호빗 (비디오 게임)
- 레고 닌자고 (애니메이션)
- 미들 어스: 섀도우 오브 모르도르
- 레고 배트맨 3: 비욘드 고담
- 다잉 라이트
- 모탈 컴뱃 X
- 레고 쥬라기 월드
- 배트맨: 아캄 나이트
- 매드 맥스 (2015년 비디오 게임)
- 레고 마블 어벤저스
- 레고 스타워즈: 포스 어웨이큰
- 레고 월드
- 레고 시티 언더커버
- 인저스티스 2
- WB 게임즈 보스턴
- 히트맨 2 (2018년 비디오 게임)
- 히트맨: 앱솔루션
- 히트맨: 블러드 머니
- 모탈 컴뱃 11
- 해리 포터: 마법사 연합
- 호그와트 레거시
- 모탈 컴뱃
- 모놀리스 프로덕션스

## 같이 보기
- 톰과 제리의 비디오 게임 목록